# Hilda Rais
Hilda Rais (Buenos Aires, 7 de mayo de 1951 - Buenos Aires, 1 de octubre de 2016) fue una escritora, poetisa y activista de género argentina. Integró la comisión que logró la sanción de ley de patria potestad compartida en 1985, último eslabón para el logró de la igualdad jurídica del hombre y la mujer en Argentina. Integró grupos de acción feminista y de derechos humanos relacionados con la diversidad sexual, como la Unión Feminista Argentina (UFA), Grupo de Política Sexual (GPS), Centro de Estudios de la Mujer -  fundado por la investigadora y activista de género Gloria Bonder -   Asociación de Trabajo y Estudio sobre la Mujer (ATEM) y Lugar de Mujer. Ha escrito varios libros y artículos periodísticos.

## Biografía
Hilda Rais nació el 7 de mayo de 1951 en la ciudad de Buenos Aires. Poco antes de cumplir los 20 años, en 1970, inició su militancia feminista al integrarse a la Unión Feminista Argentina (UFA). Con la apertura del gobierno peronista asumido en 1973 formó el grupo Política Sexual, trabajando junto al Frente de Liberación Homosexual.
En 1974 la UFA, junto al Partido Socialista de los Trabajadores (PST) y el Movimiento de Liberación Femenina, creado al año anterior, formaron el Frente de Lucha de la Mujer (FLM), con el fin de actuar conjuntamente frente al Año Internacional de la Mujer a celebrarse en 1975.
La dictadura cívico-militar que tomó el poder en 1976, definió a la UFA como "grupo de ultraizquierda", que en las condiciones de represión extrema impuestas significaba una alta probabilidad de "desaparecer" y ser asesinada. Por ese motivo la UFA fue disuelta por sus integrantes.
En 1979, aún en dictadura, junto a otras mujeres como Inés Cano, retomó el activismo formando el Centro de Estudios de la Mujer (CEM). Para ello decidieron adoptar como reclamo principal la patria potestad compartida, un activismo que estimaban factible dentro de la realidad represiva.
En 1982 escribió de manera colectiva con otras tres escritoras (María Inés Aldaburu, Inés Cano y Nené Reynoso) Diario colectivo, una colección de ensayos, viñetas y relatos de contenido feminista. "Esta obra inicia un interesante juego con la autoridad narrativa, o mejor con la negación de esta autoridad individual, que posibilita la colocación del sujeto feminista en otro plano discursivo no cercado por los límites de género ni derivado del discurso patriarcal". Rais cuenta que en Diario colectivo está relatado su propio aborto y que debieron recurrir a una abogada para que las asesorara de manera que no pudieran ser denunciadas por apología del delito.
Después de la Guerra de Malvinas, cuando la dictadura comenzaba a retirarse, fue una de las fundadoras de Lugar de Mujer, que se constituiría en uno de los hitos del feminismo en Argentina, y el primer sitio con grupos de autoayuda para mujeres golpeadas. En ese momento formó también la Asociación Trabajo y Estudio sobre la Mujer (ATEM), que funcionaba dentro de Lugar de Mujer.
Inmediatamente después de recuperada la democracia en 1983, integró la Comisión Pro Reforma de la Ley de Patria Potestad, que logró establecer legalmente la patria potestad compartida en 1985, última norma que establecía la desigualdad jurídica entre el hombre y la mujer en Argentina. Simultáneamente, en 1984, escribió el artículo "Lesbianismo, apuntes para una discusión feminista", que presentó en noviembre de ese año en el Encuentro Mujer y Violencia organizado por la Asociación Trabajo y Estudio sobre la Mujer (ATEM), trabajo pionero sobre el lesbianismo en Argentina, en el que plantea la necesidad de que el movimiento feminista asuma de manera no marginal la lucha contra la violencia hacia las mujeres lesbianas, y a su vez, que las mujeres lesbianas no se organicen al margen del movimiento feminista, sobre la base de que todas las mujeres a "la norma sexual del patriarcado (que) es la heterosexualidad de dominación masculina".

No propongo el integracionismo social. Cito nuevamente a Charlotte Bunch: “no está bien, y no quiero que jamás esté bien, ser lesbiana en el sistema patriarcal”. Yo agregaría: no está bien ser feminista, no está bien ser una mujer-persona.
Hilda Rais

Simultáneamente publicó su primer libro escrito sola, el poemario Indicios, por el que recibió los premios Iniciación Poesía de la Secretaría de Cultura de la Nación 1983 y la Faja de Honor Poesía 1984 de la Sociedad Argentina de Escritores (SADE).
Entre 1999 y 2007 trabajó activamente en la Asociación Sudestada de Escritoras de Buenos Aires, organizando en 2000 el Primer Encuentro Nacional de Escritoras.

## Obras
- Diario colectivo (1982). Autoría colectiva. Narrativa.

- Indicios (1984). Poemario

- Belvedere (1990). Poemario.

- Salirse de madre (1990). Autoría colectiva. Narrativa.

- Locas por la cocina (1990). Autoría colectiva. Narrativa.

- Ensayos y serenata (2009).

## Premios
- Mención Fundación Steimberg, 1978.[12]

- 2º Premio Iniciación Poesía de la Secretaría de Cultura de la Nación: 1983.[12]

- Faja de Honor Poesía 1984 de la Sociedad Argentina de Escritores (SADE), 1985.[12]